# Екатерина (герцогиня Браганса)
Инфанта Екатерина де Гимарайнш, герцогиня Браганса (Катарина; 18 января 1540 — 15 ноября 1614) — португальская инфанта, претендентка на престол Португалии после смерти короля Энрике в 1580 году.

## Биография
Екатерина была второй дочерью инфанта Дуарте, 4-го герцога Гимарайнш (шестой сын короля Португалии Мануэля I) и Изабел Браганса. Она была замужем за Жуаном, 6-м герцогом Браганса, потомком более ранних португальских монархов, и главой одного из самых влиятельных аристократических родов Португалии. У герцогини было несколько детей, Теодозиу де Браганса был её старшим выжившим сыном. Когда король Генрих умер в 1580 году, дети Дуарте были единственными выжившими законными наследниками из всех сыновей короля Мануэля I. Поскольку в Португалии наследование по мужской линии было предпочтительнее, чем по женской, потомки дочерей Мануэля I (таких как король Испании Филипп II) имели меньше прав на трон, чем дети Дуарте, одной из которых и была Екатерина.
Таким образом, первым претендентом на трон был племянник Екатерины, 11-летний итальянский герцог Рануччо I Фарнезе, поскольку он был наследником её старшей сестры Марии де Гимарайнш. Екатерина была амбициозной, хитрой и жаждущей власти женщиной, которая участвовала в придворных интригах, надеясь стать королевой Португалии и укрепить положение Браганссокого дома как самой могущественной знатной семьи на Пиренейском полуострове.
Её двоюродный брат, король Испании Филипп II, воспользовался тем, что его матерью была инфанта Изабелла, старшая дочь короля Мануэля I. Её другой двоюродный брат Антонио из Крату был мужчиной, хоть и незаконнорождённым. Антонио уже претендовал на трон в 1578 году.
Екатерина вышла замуж за герцога Браганса Жуана, который будучи внуком покойного Хайме, герцога Браганса, был законным наследником Португалии. Сын герцогини, Теодозиу, был бы их наследником на престол.
Притязания герцогини были относительно сильными, поскольку они были подкреплены положением её мужа как одного из законных наследников; таким образом, они оба имели право на престол Португалии. Её права были также подкреплены тем фактом, что она жила в Португалии и была взрослой сорокалетней женщиной. Тем не менее, в истории Португалии ещё не было общепризнанной царствующей королевы, и трон занимали только мужчины. Кроме того, она была младшей дочерью, и сын её старший сестры Рануччо шёл впереди.
Король Испании Филипп II пытался подкупить мужа Екатерины, чтобы тот отказался от притязаний своей жены.Он предложил ему вице-королевство Бразилии, должность великого магистра Ордена Христа, лицензию на отправку личного корабля в Индию ежегодно, и брак одной из его дочерей с Диего, принцем Астурийским, наследником Филиппа в то время. Герцог Браганса, под влиянием Екатерины, отказался от этого предложения.
Она проиграла борьбу за трон: самым сильным претендентом был её двоюродный брат король Филипп II, который хотел создать личную унию Португалии с другими испанскими королевствами. Националистическая партия, которая хотела, чтобы Португалия оставалась независимой, поддерживала её незаконнорождённого двоюродного брата Антонио из Крату, а не Екатерину. Антонио проиграл Филиппу в битве при Алькантаре в 1580 году.
Через несколько лет Екатерина овдовела и стала жить под правлением своего двоюродного брата. Она изо всех сил старалась проложить путь своим потомкам к португальскому трону, что в конце концов произошло в 1640 году.
В 1640 году внук и прямой наследник Екатерины, тогдашний герцог Браганса, стал королем Португалии Жуаном IV. Герцогиня была задним числом признана законной наследницей, поскольку её потомок получил трон, хотя во время своей жизни она была лишь одной из нескольких возможных наследников. Народа единодушно возвёл Жуана на трон Португалии во время революции 1 декабря 1640 года, сместившей короля Испании Филиппа IV.

## Дети
У Екатерины было десять детей:
- Мария Браганса (1565—1592)
- Серафина Браганса (1566—1604), замужем с 1594 года за Хуаном Фернандесом Пачеко, 5-м герцогом Эскалона
- Теодозиу II де Браганса (1568—1630), 7-й герцог Браганса (1583—1630), отец будущего короля Португалии Жуана IV
- Дуарте Браганса (1569—1627), 1-й маркиз Фречилья
- Александр Браганса (1570—1608), архиепископ Эвора (1602—1608)
- Керубина Браганса (1572—1580)
- Анхелика Браганса (1573—1576)
- Мария Браганса (1573—1573)
- Изабелла Браганса (1578—1582)
- Филиппе Браганса (1581—1608)